# Hoornvlies
Het hoornvlies of de cornea is het doorzichtige deel van de buitenkant van het oog waar het licht door naar binnen valt. Het is de doorzichtige laag waardoor je het gekleurde deel (= iris of regenboogvlies) kan zien. Daarbuiten gaat de cornea over in de sclera, die de rest van de oogbol bedekt. Het is opgebouwd uit stromacellen, aan de binnenkant bekleed met endotheelcellen en aan de buitenkant met plaveiselepitheelcellen. Deze drie basale lagen worden van elkaar gescheiden door drie hulplagen: de membraan van Bowman, de membraan van Descemet en de pas in 2013 ontdekte membraan van Dua. Al deze structuren zijn doorzichtig. Het epitheel bestaat uit slechts ongeveer vijf cellagen. De laag van Bowman is elastisch en bevat veel vezels. Deze collageenlaag is de dikste laag en beschermt het oog tegen infecties. Ook de membraan van Descemet is zeer elastisch. Het endotheel ten slotte is slechts een cel dik. Het houdt het hoornvlies doorzichtig en zorgt voor het watertransport van het oog naar het hoornvlies. Deze laag is zeer kwetsbaar. Bij beschadiging van het endotheel kunnen cellen niet vervangen worden. Dat kan ernstige ziektes veroorzaken.
In het hoornvlies bevinden zich normaal gesproken geen bloedvaten. De zuurstofvoorziening van dit weefsel vindt plaats door gaswisseling met de atmosfeer. Door het te lang dragen van contactlenzen, of door het dragen van verkeerde contactlenzen, kan de zuurstofvoorziening in gevaar komen.
Bij een onregelmatige vorm van de cornea ontstaat onscherp zien, wat soms door een sferische of cilindrische lens al dan niet gedeeltelijk op te heffen is.
Bij slijpen of bikken raakt de cornea gemakkelijk verwond door wegspringende deeltjes ijzer of steen, die zich soms vasthechten en door een arts moeten worden verwijderd. Om deze reden moet altijd een beschermbril worden gedragen bij dergelijk werk: het is niet alleen pijnlijk om zo'n stukje materiaal in het oog te krijgen, het resulteert zelfs bij een niet-penetrerende verwonding altijd in een waarneembaar littekentje in de cornea waardoor de gezichtsscherpte nadelig kan worden beïnvloed.
Bij vervorming of verlies aan helderheid van het hoornvlies kan zo nodig een hoornvliestransplantatie worden verricht. In de Westerse wereld zijn de meest voorkomende indicaties hiervoor keratoconus, littekens na een infectie van het hoornvlies en Fuchs endotheeldystrofie. Voorheen werd doorgaans een volledige hoornvliestransplantatie verricht (perforerende keratoplastiek) maar tegenwoordig transplanteert men alleen het zieke laagje (lamellaire keratoplastiek).